# Молва
Молва́ (рос. Молва) — присілок у складі Сосьвинського міського округу Свердловської області.
Населення — 51 особа (2010, 51 у 2002).
Національний склад населення станом на 2002 рік: росіяни — 100 %.